# Бехђет Пацоли
Бехђет Иса Пацоли (алб. Behgjet Isa Pacolli; Маревце, 30. август 1951), често правописно неправилно као „Беџет”, албански је политичар и предузетник са Косова и Метохије. Бивши је председник Републике Косово, а између 2011. и 2014. био је на функцији првог заменика председника Владе Република Косово, што је поновио од 2017. до 2020. Такође је био министар спољних послова између 2017. и 2020. Године 2008. био је један од потписника Декларације о независности Косова.
Главни је акционар швајцарског грађевинског предузећа Mabetex Group. Такође је председник политичке странке Нови савез Косова.  Сматра се најбогатијим Албанцем на свету. Често је учествовао у својству посредника при преговорима о размени талаца. Финансијски је помагао државе заузврат тражећи њихово признање независности Републике Косово.

## Детињство, младост и образовање
Син је Исе и Назмије, те друго од десеторо деце. Основну школу завршио је у Маревцу, а гимназију у Приштини. По националности је Албанац, али има и швајцарско држављанство. Након што је 1974. године дипломирао на Институту за спољну трговину у Хамбургу, одслужио је војни рок у ЈНА и вратио се на Косово и Метохију.
Постдипломске студије уписао је на Институту Мосингер у Цириху, где је магистрирао маркетинг и менаџмент. Поред матерњег албанског, говори енглески, француски, немачки, италијански, руски, шпански и српски језик. Као младић, контактирао је предузећа широм Аустрије и Немачке тражећи посао, а убрзо по одслужењу војног рока придружио се једном аустријском предузећу, за које је радио као продајни представник за бившу Југославију, Бугарску, Пољску и Русију. Две године касније, преселио се у Швајцарску и придружио се једном швајцарском предузећу за које је сазнао у Москви.
Сматра се успешним посредником у ослобађању талаца. Године 2004, 2006. и 2007. преговарао је о ослобађању 25 особа које су талибански терористи држали као таоце у Авганистану.
Године 2018. изјавио је у Бечу да су му преци некада били православни хришћани.